# 江崎洒灰蝶
江崎洒灰蝶（学名：Satyrium esakii），又名江崎烏小灰蝶、文仲烏小灰蝶、姬烏小灰蝶、姬綫灰蝶，为灰蝶科洒灰蝶屬下的一个种。
種小名 esakii 是為紀念日本昆蟲學家江崎悌三首次採獲本種標本而命名。

## 描述
本種為中型灰蝶，雌雄外觀相似，僅雄蝶前翅背面具灰色橢圓形性標，且前足跗節癒合；雌蝶無性標，跗節不癒合。
頭部褐色，額具白斑，複眼有白色輪緣與被毛。下唇鬚前伸漸細，黑褐色、兩側白色。口器黑褐，觸角褐色具白環。體背黑褐，腹面淺褐至白色。足黑褐色具白紋，末端彎尖。
前翅長13-16 mm，略呈三角形，前緣與外緣弧形；後翅卵形，CuA2脈具絲狀長尾突，CuA1脈有短尾突。臀區葉狀突不明顯或不發達。
翅背面底色為黑褐至褐色，葉狀突黑褐色，內含白鱗。翅腹面淺黃褐至褐色，具中央白色線紋，前翅線條直，後翅呈W形；亞外緣有橙色弦月紋或線紋，邊緣鑲深色。後翅M3、CuA1、CuA2室具黑斑與橙紋構成的眼狀斑，臀區具黑斑、橙色紋與藍鱗。
緣毛為白色或混有褐色。

## 分佈
本種為臺灣特有種，分布於本島中南部中海拔山區。

## 棲地
棲息於常綠闊葉林，一年一代，成蝶夏季活動，有訪花性，寄主植物尚不明確。